# Mike Gminski
Michael Thomas "Mike" Gminski (Monroe, Connecticut, 3 de agosto de 1959) es un exjugador de baloncesto estadounidense que jugó durante 14 temporadas en la NBA. Con 2,11 metros de altura, jugaba en la posición de pívot.

## Trayectoria deportiva

### Universidad
Jugó durante 4 temporadas con los Blue Devils de la Universidad de Duke, y en todas ellas obtuvo importantes menciones:fue novato del año en 1977 de la Atlantic Coast Conference, elegido en el mejor quinteto de la conferencia los otros tres años, y finalmente Baloncestista del año en 1979. Además, fue incluido en el segundo mejor quinteto del país en dos ocasiones. Es total, en su trayectoria universitaria promedió 19 puntos y 10,2 rebotes por partido.
Es en la actualidad el segundo máximo reboteador de la historia de Duke, y el cuarto máximo anotador, tras 
J.J. Redick, Johnny Dawkins y Christian Laettner. Su camiseta con el número 43 fue retirada por los Blue Devils.

### Profesional
Fue elegido en la séptima posición del Draft de la NBA de 1980 por New Jersey Nets, equipo en el que jugó sus ocho primeras temporadas como profesional, aunque en las cuatro primeras los minutos en pista fueron escasos. Fue traspasado a mediados de la temporada 1987-88 a Philadelphia 76ers, y coincidió con su mejor año, ya que promedió 16,9 puntos y 10 rebotes por partido. Tras tres años en la franquicia fue traspasado a Charlotte Hornets, donde ya con 32 años su aportación fue más bien escasa. En 1994 fue traspasado de nuevo, esta vez a Milwaukee Bucks, donde disputó sus últimos 8 partidos como profesional.
En el total de su carrera promedió 11,7 puntos y 6,9 rebotes por partido. Destacó en la faceta de los tiros libres, algo inusual para jugadores de su tamaño, apareciendo en 3 ocasiones entre los 10 mejores jugadores de la liga en esa faceta, terminando con un 84% de aciertos.

## Estadísticas de su carrera en la NBA

### Temporada regular
| Año     | Equipo       | PJ  | PT  | MPP  | %TC  | %3P  | %TL  | RPP  | APP | ROB | TPP | PPP  |
| ------- | ------------ | --- | --- | ---- | ---- | ---- | ---- | ---- | --- | --- | --- | ---- |
| 1980-81 | New Jersey   | 56  | —   | 28.2 | .423 | .000 | .767 | 7.5  | 1.3 | 1.0 | 1.8 | 13.2 |
| 1981-82 | New Jersey   | 64  | 6   | 11.6 | .441 | —    | .822 | 2.9  | .6  | .3  | .8  | 5.2  |
| 1982-83 | New Jersey   | 80  | 1   | 15.7 | .500 | .000 | .778 | 4.8  | .8  | .4  | 1.5 | 7.5  |
| 1983-84 | New Jersey   | 82  | 2   | 20.2 | .513 | .000 | .799 | 5.3  | 1.1 | .5  | .9  | 7.6  |
| 1984-85 | New Jersey   | 81  | 54  | 29.9 | .465 | .000 | .841 | 7.8  | 2.0 | .5  | 1.1 | 12.8 |
| 1985-86 | New Jersey   | 81  | 78  | 31.2 | .517 | .000 | .893 | 8.2  | 1.6 | .7  | .9  | 16.5 |
| 1986-87 | New Jersey   | 72  | 66  | 31.6 | .457 | —    | .846 | 8.8  | 1.4 | .7  | 1.0 | 16.4 |
| 1987-88 | New Jersey   | 34  | 34  | 35.1 | .454 | .000 | .861 | 9.4  | 1.6 | .8  | 1.0 | 16.9 |
| 1987-88 | Philadelphia | 47  | 47  | 37.6 | .445 | —    | .938 | 10.5 | 1.8 | .8  | 1.8 | 16.9 |
| 1988-89 | Philadelphia | 82  | 82  | 33.4 | .477 | .000 | .871 | 9.4  | 1.7 | .6  | 1.3 | 17.2 |
| 1989-90 | Philadelphia | 81  | 81  | 32.8 | .457 | .176 | .821 | 8.5  | 1.6 | .5  | 1.3 | 13.7 |
| 1990-91 | Philadelphia | 30  | 29  | 26.4 | .384 | .125 | .841 | 6.7  | 1.1 | .5  | 1.1 | 9.1  |
| 1990-91 | Charlotte    | 50  | 50  | 28.1 | .473 | .167 | .789 | 7.6  | 1.2 | .5  | .4  | 11.4 |
| 1991-92 | Charlotte    | 35  | 10  | 14.3 | .452 | .333 | .750 | 3.4  | .9  | .3  | .5  | 5.8  |
| 1992-93 | Charlotte    | 34  | 0   | 7.4  | .506 | —    | .900 | 2.5  | .2  | .0  | .3  | 2.7  |
| 1993-94 | Charlotte    | 21  | 6   | 12.1 | .392 | —    | .786 | 2.8  | .5  | .6  | .6  | 3.5  |
| 1993-94 | Milwaukee    | 8   | 1   | 6.8  | .208 | —    | .750 | 1.9  | .0  | .0  | .4  | 1.6  |
| Total   | Total        | 938 | 547 | 25.6 | .465 | .122 | .843 | 6.9  | 1.3 | .5  | 1.1 | 11.7 |

### Playoffs
| Año   | Equipo       | PJ | PT | MPP  | %TC  | %3P  | %TL   | RPP  | APP | ROB | TPP | PPP  |
| ----- | ------------ | -- | -- | ---- | ---- | ---- | ----- | ---- | --- | --- | --- | ---- |
| 1982  | New Jersey   | 1  | —  | 10.0 | .667 | —    | .500  | 2.0  | .0  | .0  | 0   | 5.0  |
| 1983  | New Jersey   | 2  | —  | 14.5 | .667 | —    | .750  | 4.5  | .5  | .0  | 2.0 | 7.5  |
| 1984  | New Jersey   | 11 | —  | 20.3 | .580 | —    | .692  | 5.0  | .5  | .6  | 1.4 | 8.5  |
| 1985  | New Jersey   | 3  | 0  | 27.0 | .545 | —    | 1.000 | 6.3  | 1.3 | 1.0 | 1.7 | 14.0 |
| 1986  | New Jersey   | 3  | 3  | 36.3 | .372 | —    | .963  | 10.0 | 1.7 | 1.3 | .7  | 19.3 |
| 1989  | Philadelphia | 3  | 3  | 39.3 | .396 | —    | .688  | 7.7  | .7  | .0  | 2.7 | 16.3 |
| 1990  | Philadelphia | 10 | 10 | 34.2 | .487 | .000 | .933  | 5.4  | 1.1 | .8  | 2.3 | 12.8 |
| 1993  | Charlotte    | 2  | 0  | 2.5  | .500 | —    | —     | .5   | .0  | .0  | .0  | 1.0  |
| Total | Total        | 35 | 16 | 26.2 | .485 | .000 | .795  | 5.5  | .8  | .6  | 1.6 | 11.2 |